# Geschiedenis van het bahai
Er is veel bekend over de omstandigheden van het ontstaan van het bahai-geloof. De ontstaansgeschiedenis valt in een aantal perioden op te delen.

## Voorgeschiedenis
De periode tot 1844 waarin diverse groepen ontstonden binnen het christendom en de islam, maar ook in andere gemeenschappen. Zij bereidden zich voor op de komst van hun Beloofde, bestudeerden en herinterpreteerden hun geschriften en profetieën, en gingen soms zelf daadwerkelijk op zoek, zoals de Duitse Tempeliers die in 1868 aankwamen in Haifa in het huidige Israël en daar de komst van hun Heer verwachtten. De eerste groep aanhangers van de Báb kwamen voort uit de shaykhi-school van Ahmad en zijn opvolger Kazim Rashti in Karbila in het huidige Irak. Zij hadden van deze laatste kort voor diens dood de opdracht gekregen de Beloofde te gaan zoeken.

## Periode van de Báb
Deze begint wanneer op 23 mei 1844 de eerste volgeling van Siyyid Kazim na een periode van vasten en gebed aankomt in Shiraz en daar Siyyid Alí Mohammad ontmoet, die vooral bekend is geworden onder zijn titel de Báb. De Báb maakte zich bekend als de beloofde van de islam en de aankondiger van "Hem dien God zal openbaren". De verkondiging van de komst van de Báb in Perzië bracht veel onrust teweeg, zowel hoop en enthousiasme als weerstand van de heersende elite. Twintigduizend Bábís (volgelingen van de Báb) werden gedood in de pogingen om dit jonge geloof de kop in te drukken. De Báb zelf heeft sinds zijn verkondiging bijna altijd in strenge afzondering gevangengezeten en werd in 1850 door een vuurpeloton gedood. Hij heeft in die zes jaar een behoorlijk aantal geschriften nagelaten met onder andere uitleggingen over duistere passages in de Koran, aansporingen tot een ethisch hoogstaand gedrag (eerlijkheid, rechtschapenheid, hoffelijkheid, betrouwbaarheid, vriendelijkheid, volharding, standvastigheid, et cetera), en hij verwees in zijn geschriften veelvuldig naar de op handen zijnde manifestatie van "Hem dien God zal openbaren". Een uitgebreide kroniek over deze periode, de voorgeschiedenis en de toestand van de Perzische maatschappij is vertaald in het Engels en verschenen onder de titel The Dawnbreakers.

## Periode van Bahá'u'lláh
De Báb en Bahá'u'lláh staan wel bekend als de tweelingmanifestaties en hun openbaring als de tweelingopenbaring. Tijdens de periode van de Báb was Bahá'u'lláh een van zijn bekendste volgelingen. Hij was een vooraanstaand lid van de Perzische adel en een goede bekende aan het hof van de Shah. Hij had bedankt voor een eervolle positie aan het hof en stond bekend als de vader der armen, en zijn vrouw als de moeder van vertroosting.
Gevangen in een onderaardse kerker had hij in 1853 de eerste openbaringen in de vorm van een ontmoeting met de hemelse maagd die hem aanwees voor zijn taak. De rest van zijn leven is hij verbannen geweest. Eerst naar Bagdad, van daar werd hij "uitgenodigd" naar Constantinopel (Istanboel), en van daar gestuurd naar Adrianopel (Edirne) en vervolgens naar Akko in het huidige Israël, wat toen een oord was in een uithoek van het rijk waar de zwaarste criminelen naartoe werden gestuurd. Tien jaar nadat hij zijn eerste openbaringen had ontvangen, begon hij langzaam met de bekendmaking ervan aan de mensen direct om hem heen. Voor velen was dat geen verrassing meer. Hij was de laatste Bábí van naam en faam die in staat was om leiding te geven aan de gemeenschap en die de slachtpartijen in Perzië had overleefd. Velen waren naar Bagdad gekomen om hem te ontmoeten en velen daarvan waren ook gebleven en vormden een hechte gemeenschap die in hoog aanzien stond bij de gouverneur van de stad.
De openbaring van Bahá'u'lláh heeft vooral de vorm van brieven die hij vanuit zijn gevangenschap schreef aan zijn volgelingen, vaak in antwoord op vragen. Hij heeft zijn boodschap ook verkondigd aan de belangrijkste heersers van zijn tijd, zoals sjah Násiri'd-Dín van Perzië, sultan Abdu'l-Azíz van het Ottomaanse rijk, keizer Wilhelm I van Duitsland, Napoleon III van Frankrijk, koningin Elizabeth van Engeland, paus Pius IX, keizer Franz Josef van Oostenrijk en de presidenten van de republieken van Amerika. De Kitáb-i-Aqdas en de Kitáb-i-Íqán zijn enkele van zijn belangrijkste werken. Zijn complete oeuvre vult een honderdtal boekwerken. Slechts enkele zijn tot nu toe in het Engels vertaald en slechts een deel daarvan in het Nederlands. Bahá'u'lláh was tot aan het einde van zijn leven in naam een gevangene van de sultan, maar kon de laatste jaren van zijn leven in betrekkelijke rust in een landhuis buiten Akko leven. Zijn hemelvaart was op 29 mei 1892.

## Periode van `Abdu'l-Bahá
Een van de belangrijkste werken van Bahá'u'lláh is zijn testament, of het Boek van het Verbond (Kítab-i-Ahd) waarin hij ondubbelzinnig zijn oudste zoon aanwijst als gezaghebbend leider van de gemeenschap en uitlegger van zijn geschriften. 'Abdu'l-Bahá werd geboren in de nacht van de eerste verkondiging van de Báb op 23 mei 1844, had alle verbanningen en de strikte opsluiting van zijn vader in Akko meegemaakt en had dus bijna zijn hele leven in gevangenschap of tenminste als balling geleefd. Al op vrij jonge leeftijd onderhield hij voor zijn vader de contacten met de overheid en ving hij bezoekers en pelgrims op (voor zover die zover konden komen). Hij kwam pas vrij door de Jongturkenrevolutie van 1908.
Ook hij stond in voortdurend contact met de gelovigen in Perzië en de landen daaromheen door brieven, en sinds eind 19e eeuw ook met een snel groeiende gemeenschap in Noord-Amerika en vervolgens in Europa. Soms kon hij ook pelgrims ontvangen, soms was dat te gevaarlijk door alle vijandigheden die er nog altijd waren. Van 1911 tot 1913 maakte `Abdu'l-Bahá een grote reis naar Egypte, West-Europa, Midden-Europa en Noord-Amerika. Na de Eerste Wereldoorlog werd hij in de Engelse adelstand verheven vanwege zijn werk voor de bevolking van Palestina, van wie er anders velen zouden zijn omgekomen van de honger. Hij had onder andere opdracht gegeven tot akkerbouw en het aanleggen van graanvoorraden. `Abdu'l-Bahá overleed in 1921.

## Tijd na `Abdu'l-Bahá
Bahá'u'lláh had in zijn geschriften de fundamenten gelegd van het bestuursstelsel dat nu de bahai-wereldgemeenschap leidt, en `Abdu'l-Bahá heeft dat in zijn testament verder uitgewerkt. Dit testament is ook bekend als een van de drie handvesten van de bahai-gemeenschap. De andere twee zijn de Tafel van Karmel, een tafel van Bahá'u'lláh op basis waarvan het Bahai Wereldcentrum vorm krijgt, en de Tafelen van het Goddelijk Plan, een serie brieven van `Abdu'l-Bahá aan de bahai-gelovigen in Noord-Amerika die de basis vormen voor de verbreiding van het geloof. `Abdu'l-Bahá's testament is het handvest voor het bestuursstelsel.
Dit bestuursstelsel dat rust op twee pilaren van enerzijds het behoederschap en anderzijds een stelsel van democratisch gekozen raden op plaatselijk, landelijk en internationaal niveau, staat beschreven in het artikel over het Verbond van Bahá’u’lláh en zal verder worden beschreven in een paragraaf en een artikel over consultatie en bahai-bestuur.